# Piratininga, Brasilien
Piratininga är en kommun i Brasilien.   Den ligger i delstaten São Paulo, i den södra delen av landet.